# Barlow-Rad

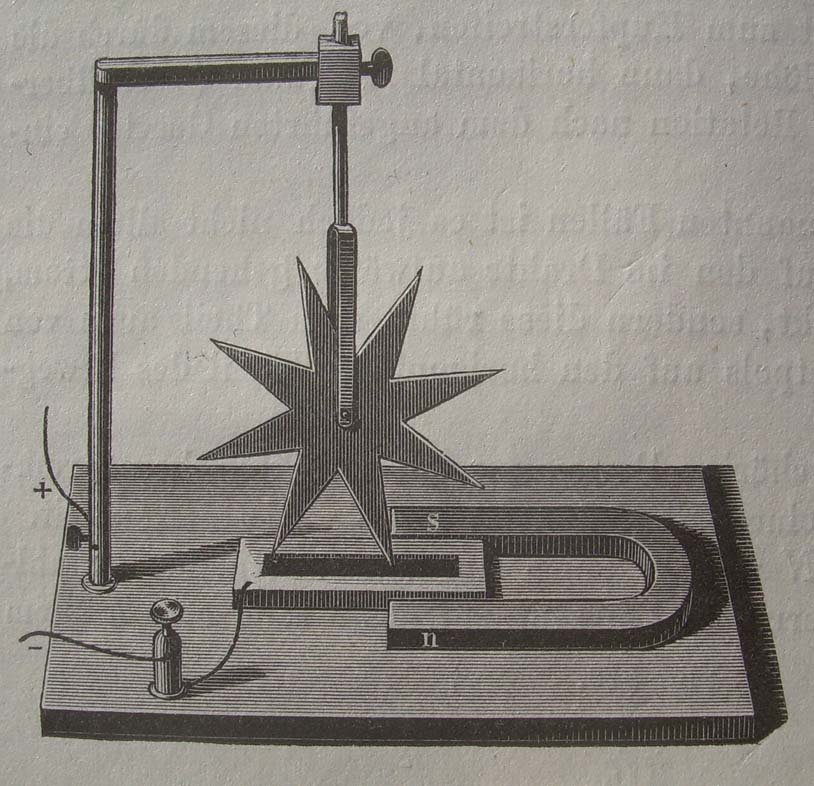
Das Barlow-Rad

Das Barlow’sche Rad, auch Barlowsches Rad oder Barlow-Rad geschrieben, ist ein Homopolarmotor, also ein (ohne Kommutator) mit Gleichstrom in Drehbewegung versetztes Gerät. Realisiert wurde es von Peter Barlow 1822.

## Aufbau
Eine horizontal gelagerte, massive Scheibe aus gut leitfähigem Nichteisenmetall (z. B. Kupfer oder Aluminium) wird von einem Magnetfeld axial durchflutet. Der Rand der Scheibe taucht am unteren Ende in eine leitfähige Flüssigkeit. Im Original verwendet Barlow Quecksilber, zu Demonstrationszwecken lässt sich aber auch Natriumchloridlösung verwenden. Ebenso eignet sich Galinstan, welches als Quecksilberersatzstoff mit seinen physikalischen Eigenschaften dem Quecksilber am nächsten kommt. Jedoch reagieren Aluminium und Galinstan unter Hinzugabe von Wasser exotherm, weshalb in diesem Fall der Nachbau mit Kupfer stattfinden sollte. Bei einem längeren Betrieb des Rads kann es auf Grund von Oxidation zum „Verschlammen“ des Galinstans kommen.
In einem Brief an Alexander Tilloch, Herausgeber des Philosophical Magazine, schreibt Barlow, dass sein Rad 16 Zacken aufwies und aus dünnem Kupferblech bestand. Für die Aufhängung wählte er Kupferdraht, für das Galgengestänge etwas dickeren Kupfer- oder Messingdraht. Über die genauen Maße machte er keine Angaben.

## Funktionsweise
Damit der Versuch funktioniert, müssen Ladungsträger in radialer Richtung durch die Scheibe fließen. Durch das Quecksilberbad wird der Rand der Scheibe mit einem Pol einer Gleichspannungsquelle verbunden. An die Achse, auf der die Scheibe gelagert wird, wird der andere Pol angelegt.
Die Ladungsträger erfahren durch das Magnetfeld wegen der Lorentzkraft eine Ablenkung. Ein einfaches Modell der Bewegung der Ladungsträger in Metallen (Elektronen) besagt, dass der Bewegung der Elektronen eine Art „Reibung“ entgegenwirkt (verursacht durch Stöße mit den Atomen des Gitters) und die Ladungsträger so eine definierte Geschwindigkeit erreichen, die Driftgeschwindigkeit. Das Barlow’sche Rad bestätigt diese Modellvorstellung, indem die Scheibe anfängt, sich zu drehen. Gäbe es die Reibung (oder eine artverwandte Kraft) nicht, könnte die Scheibe sich nicht drehen. Die Lorentzkraft wirkt auf Grund der Orthogonalität von magnetischem Feld und elektrischer Stromrichtung stets tangential zum Rad.
Ein analoger Versuch ist das Lorentz-Karussell. Die Umkehrung des Phänomens, die Erzeugung einer Spannung durch das Drehen einer leitfähigen Scheibe in einem axialen Magnetfeld nennt man Unipolarinduktion, den entsprechenden Generator Unipolarmaschine.